# Liste der Kirchen im Kirchenkreis Stralsund
Die Liste der Kirchen im Kirchenkreis Stralsund führt alle im bis Pfingsten 2012 existierenden Kirchenkreis Stralsund der Pommerschen Evangelischen Kirche gelegenen Kirchengebäude auf. Zu Pfingsten 2012 ging der Kirchenkreis im Pommerschen Evangelischen Kirchenkreis der neu gebildeten Evangelisch-Lutherischen Kirche in Norddeutschland auf.
Die folgenden, damaligen Landkreise und kreisfreie Städte waren teilweise oder insgesamt Bestandteil des Kirchenkreises und werden in der Liste mit Abkürzungen gekennzeichnet:
- HST Stralsund
- NVP Landkreis Nordvorpommern
- RÜG Landkreis Rügen

| Ort                   | Kirchgemeinde                    | Kirche                                 | Landkreis Koord. | Bauzeit             | Besonderheiten | Abbildung |
| --------------------- | -------------------------------- | -------------------------------------- | ---------------- | ------------------- | --- | --------- |
| Ahrenshagen-Daskow    | Ahrenshagen                      | Dorfkirche Ahrenshagen                 | NVP              | 13. Jh.             | bedeutende Ausmalungen im Chorgewölbe                                                                                             |           |
| Ahrenshoop            | Prerow                           | Schifferkirche Ahrenshoop              | NVP              | 20. Jh. (1950–1951) | |           |
| Altefähr              | Altefähr                         | St.-Nikolai-Kirche (Altefähr)          | RÜG              | 15. Jh.             | kostbare Wandmalereien aus dem 15. Jahrhundert                                                                                    |           |
| Altenkirchen          | Altenkirchen                     | Pfarrkirche Altenkirchen               | RÜG              | 12. Jh. (1168)      | eine der ältesten Kirchen auf Rügen                                                                                               |           |
| Baabe                 | Sellin                           | Dorfkirche Baabe                       | RÜG              | 20. Jh. (1929–1930) | |           |
| Barth                 | Barth                            | St.-Marien-Kirche (Barth)              | NVP              | 13. Jh. (um 1250)   | die Orgel der St.-Marien-Kirche (Barth) ist die Buchholz-Orgel mit dem größten Originalbestand an Orgelpfeifen in Deutschland     |           |
| Behrenwalde           | Eixen                            | Kapelle Behrenwalde                    | NVP              | 20. Jh. (1964)      | Umfangreiche Ausstattung mit Schnitzereien von Gerhard Becker                                                                     |           |
| Bergen                | Bergen                           | St.-Marien-Kirche (Bergen)             | RÜG              | 12. Jh. (um 1180)   | eine der ältesten Kirchen auf Rügen                                                                                               |           |
| Bessin                | Rambin / Samtens                 | Kapelle Bessin                         | RÜG              | 15. Jh. (1482)      | |           |
| Binz                  | Binz                             | Dorfkirche Binz                        | RÜG              | 20. Jh. (1911–1913) | |           |
| Bobbin                | Altenkirchen                     | St.-Pauli-Kirche (Bobbin)              | RÜG              | 14. Jh. (um 1400)   | war im 15. und 16. Jahrhundert eine der Rügener Wallfahrtskirchen                                                                 |           |
| Bodstedt              | Kenz                             | St.-Ewalds-Kirche Bodstedt             | NVP              | 15. Jh. (nach 1465) | |           |
| Born a. Darß          | Prerow                           | Fischerkirche Born a. Darß             | NVP              | 20. Jh. (1935)      | wird sowohl für evangelische als auch für katholische Gottesdienste genutzt                                                       |           |
| Damgarten             | Damgarten                        | St.-Bartholomäus-Kirche (Damgarten)    | NVP              | 15. Jh.             | |           |
| Dranske               | Altenkirchen                     | St.-Paulus-Kapelle (Dranske)           | RÜG              |                     | |           |
| Eixen                 | Eixen                            | Kirche Eixen                           | NVP              | 13. Jh. (nach 1248) | |           |
| Flemendorf            | Kenz                             | St.-Marien-Kirche (Flemendorf)         | NVP              | 14. Jh. (1380)      | |           |
| Garz                  |                                  | St.-Petri-Kirche (Garz)                | RÜG              | 14. Jh. (um 1350)   | |           |
| Gingst                | Gingst / Waase                   | Sankt-Jacob-Kirche (Gingst)            | RÜG              | 14. Jh. /(ab 1300)  | |           |
| Glowe                 | Altenkirchen                     | Kapelle Glowe                          | RÜG              | 20. Jh. (1982)      | |           |
| Göhren                | Groß Zicker                      | Dorfkirche Göhren                      | RÜG              | 19. Jh. (1930)      | |           |
| Groß Mohrdorf         | Prohn                            | Dorfkirche Groß Mohrdorf               | NVP              | 13. Jh.             | qualitätsvolle Barockausstattung                                                                                                  |           |
| Groß Zicker           | Groß Zicker                      | Dorfkirche Groß Zicker                 | RÜG              | 14. Jh. (um 1400)   | Ältestes Gebäude auf dem Mönchgut.                                                                                                |           |
| Gustow                | Poseritz                         | Dorfkirche Gustow                      | RÜG              | 13. Jh. (1250)      | außergewöhnliche Schnitzgruppen („Anna selbdritt“ (um 1500) und „Pietà“)                                                          |           |
| Kasnevitz             | Putbus                           | St.-Jacobi-Kirche (Kasnevitz)          | RÜG              | 14. Jh.             | |           |
| Kenz                  | Kenz                             | St.-Marien-Kirche (Kenz)               | NVP              | 15. Jh.             | Ältester umfassender Bestand der Glasmalerei in der Pommerschen Evangelischen Kirche                                              |           |
| Kloster auf Hiddensee | Hiddensee                        | Inselkirche Hiddensee                  | NVP              | 17. Jh.             | |           |
| Lancken-Granitz       | Sellin / Baabe / Lancken-Granitz | Sankt-Andreas-Kirche (Lancken-Granitz) | RÜG              | 15. Jh.             | |           |
| Landow                | Rambin                           | Dorfkirche Landow                      | RÜG              | 14. Jh. (1312)      | eine der ältesten Kirchen auf Rügen, vermutlich ältester Fachwerkkirchenbau in Norddeutschland                                    |           |
| Langenhanshagen       | Ahrenshagen                      | Kirche Langenhanshagen                 | NVP              | 14. Jh.             | die Kirche ist nahezu leer |           |
| Leplow                | Eixen                            | St.-Katharinen-Kirche (Leplow)         | NVP              | 13. Jh.             | |           |
| Lüdershagen           | Ahrenshagen                      | St.-Georgs-Kirche (Lüdershagen)        | NVP              | 13. Jh. (1278)      | |           |
| Middelhagen           | Groß Zicker                      | St.-Katharinen-Kirche (Middelhagen)    | RÜG              | 15. Jh. (1455)      | |           |
| Neuenkirchen          | Neuenkirchen                     | Maria-Magdalena-Kirche (Neuenkirchen)  | RÜG              | 14. Jh. (1380)      | |           |
| Niepars               | Pütte-Niepars                    | Dorfkirche Niepars                     | NVP              | 13. Jh.             | |           |
| Pantlitz              | Ahrenshagen                      | Dorfkirche Pantlitz                    | NVP              | 19. Jh.             | |           |
| Patzig                | Schaprode                        | St.-Margarethen-Kirche (Patzig)        | RÜG              | 15. Jh. (1456)      | |           |
| Poseritz              | Poseritz                         | St.-Marien-Kirche (Poseritz)           | RÜG              | 14. Jh. (1300)      | |           |
| Prerow                | Prerow                           | Seemannskirche Prerow                  | NVP              | 18. Jh. (1728)      | älteste Kirche auf dem Darß |           |
| Prohn                 | Prohn                            | Dorfkirche Prohn                       | NVP              | 13. Jh.             | |           |
| Putbus                | Putbus                           | Schlosskirche Putbus                   | RÜG              | 19. Jh. (1891–1892) | |           |
| Pütte                 | Pütte-Niepars                    | Dorfkirche Pütte                       | NVP              | 13. Jh.             | |           |
| Ralswiek              | Schaprode                        | Holzkapelle Ralswiek                   | RÜG              | 20. Jh. (1907)      | |           |
| Rambin                | Rambin                           | St.-Johannes-Kirche (Rambin)           | RÜG              | 14. Jh.             | |           |
| Rappin                | Neuenkirchen                     | St.-Andreas-Kirche (Rappin)            | RÜG              | 13. Jh.             | |           |
| Saal                  | Damgarten                        | Dorfkirche Saal                        | NVP              | 14. Jh. (um 1300)   | |           |
| Sagard                |                                  | St.-Michael-Kirche (Sagard)            | RÜG              | 15. Jh.             | eine der ältesten Kirche auf Rügen                                                                                                |           |
| Samtens               | Rambin/Samtens                   | Kirche Samtens                         | RÜG              | 15. Jh.             | |           |
| Sassnitz              | Sassnitz                         | St.-Johannis-Kirche (Sassnitz)         | RÜG              | 19. Jh.             | |           |
| Schaprode             | Schaprode                        | St.-Johannes-Kirche (Schaprode)        | RÜG              | 13. Jh.             | Drittälteste Kirche auf Rügen. |           |
| Schlemmin             | Ahrenshagen                      | Dorfkirche Schlemmin                   | NVP              | 13. Jh. (1280)      | |           |
| Sehlen                | Garz                             | Dankeskirche (Sehlen)                  | RÜG              | 19. Jh. (1866)      | |           |
| Sellin                | Sellin                           | Gnadenkirche (Sellin)                  | RÜG              | 20. Jh. (1912–1913) | |           |
| Semlow                | Eixen                            | Dorfkirche Semlow                      | NVP              | 13. Jh.             | Ausmalung durch Carl Julius Milde und Vorbild für Kölner Domfenster                                                               |           |
| Semlow                | Eixen                            | Kapelle Semlow                         | NVP              | 19. Jh. (1880–1881) | angestammter Platz des Behr'schen Marienkrönungsaltar                                                                             |           |
| Starkow               | Velgast                          | St.-Jürgen-Kirche (Starkow)            | NVP              |                     | |           |
| Stralsund             | Auferstehungskirche              | Auferstehungskirche (Stralsund)        | HST              | 20. Jh. (1991)      | Jüngster Kirchenbau Stralsunds.                                                                                                   |           |
| Stralsund             | Friedenskirche / Voigdehagen     | Friedenskirche (Stralsund)             | HST              | 20. Jh. (1950–1951) | |           |
| Stralsund             | Friedenskirche / Voigdehagen     | Kirche Voigdehagen                     | HST              | 15. Jh.             | Bis ins 18. Jahrhundert war sie die Mutterkirche der drei großen Stralsunder Pfarrkirchen.                                        |           |
| Stralsund             | Lutherkirche                     | Lutherkirche (Stralsund)               | HST              | 20. Jh. (1936–1937) | Erster Kirchenneubau Stralsunds seit dem Mittelalter.                                                                             |           |
| Stralsund             | St. Jakobi / Heilgeist           | Heilgeistkirche (Stralsund)            | HST              | 15. Jh.             | Die Heilgeistkirche ist seit der Zerstörung der Jakobikirche gemeinsames Gotteshaus der Jakobi- und Heilgeistgemeinde Stralsunds. |           |
| Stralsund             | St. Jakobi / Heilgeist           | St.-Jakobi-Kirche (Stralsund)          | HST              | 13./14. Jh.         | Die jüngste der drei Stralsunder Pfarrkirchen wird als Kulturkirche genutzt.                                                      |           |
| Stralsund             | St. Marien                       | St.-Marien-Kirche (Stralsund)          | HST              | 13./14. Jh.         | Die dreischiffige Basilika ist die größte Pfarrkirche Stralsunds. Es war von 1625 bis 1647 das weltweit höchste Gebäude.          |           |
| Stralsund             | St. Nikolai                      | St.-Nikolai-Kirche (Stralsund)         | HST              | 13./14. Jh.         | St. Nikolai ist die älteste der drei Stralsunder Pfarrkirchen.                                                                    |           |
| Swantow               | Poseritz                         | St.-Stephanus-Kirche (Swantow)         | RÜG              | 14. Jh.             | |           |
| Trent                 | Schaprode                        | St.-Katharinen-Kirche (Trent)          | RÜG              |                     | |           |
| Tribohm               | Ahrenshagen                      | Dorfkirche Tribohm                     | NVP              | 13. Jh.             | |           |
| Velgast               | Velgast                          | Christus-Kirche (Velgast)              | NVP              | 13. Jh.             | |           |
| Vilmnitz              | Putbus                           | Maria-Magdalena-Kirche (Vilmnitz)      | RÜG              | 13. Jh.             | |           |
| Vitt                  | Altenkirchen                     | Vitter Kapelle                         | RÜG              | 14. Jh.             | |           |
| Waase                 | Gingst-Waase                     | St.-Marien-Kirche (Waase)              | RÜG              | 15. Jh.             | |           |
| Wiek                  | St. Georg                        | Pfarrkirche St. Georg zu Wiek          | RÜG              | 15. Jh.             | |           |
| Zingst                | Zingst                           | Peter-Pauls-Kirche (Zingst)            | NVP              | 19. Jh. (1862)      | |           |
| Zirkow                | Binz-Zirkow                      | St.-Johannes-Kirche (Zirkow)           | RÜG              | 15. Jh.             | |           |
| Zudar                 | Garz                             | St.-Laurentius-Kirche (Zudar)          | RÜG              | 14. Jh.             | Südlichste Kirche auf Rügen. |           |